# Anini, Hîncești
Anini este un sat din cadrul comunei Lăpușna din raionul Hîncești, Republica Moldova.

## Etimologie
Numele satului provine de la regionalismul anină (plural - anini), răspândit în prezent în special în zonele de est și sud-est ale Basarabiei, dar anterior fiind cunoscut și în partea centrală a regiunii. Cuvântul înseamnă nisip și se referă cel mai probabil la locul nisipos în care este amplasată localitatea.

## Demografie

### Structura etnică
Structura etnică a localității conform recensământului populației din 2004:
| Grup etnic                                               | Populație | % Procentaj  |
| -------------------------------------------------------- | --------- | ------------ |
| Băștinași declarați Moldoveni Băștinași declarați Români | 178 4     | 90,36% 2,03% |
| Ucraineni                                                | 7         | 3,55%        |
| Ruși                                                     | 4         | 2,03%        |
| Evrei                                                    | 4         | 2,03%        |
| Total                                                    | 197       |              |